# جیریبول
جیریبول (به لاتین: Ciribul) یک منطقه مسکونی در جمهوری آذربایجان است که در شهرستان یاردیملی واقع شده‌است.